# Strmovo (Lajkovac)
Pour les articles homonymes, voir Strmovo.
Strmovo (en serbe cyrillique : Стрмово) est un village de Serbie situé dans la municipalité de Lajkovac, district de Kolubara. Au recensement de 2011, il comptait 309 habitants.

## Démographie
| 1948 | 1953 | 1961 | 1971 | 1981 | 1991 | 2002 | 2011 |
| ---- | ---- | ---- | ---- | ---- | ---- | ---- | ---- |
| 615  | 623  | 569  | 519  | 475  | 386  | 358  | 309  |

|  |